# Shirakami-Sanchi
Pour les articles homonymes, voir Sanchi (homonymie).
Le Shirakami-Sanchi  est situé dans les montagnes du nord de Honshū au Japon à la bordure des préfectures d'Aomori et d'Akita.
Cette région reculée sans aucune route ni sentier comporte les derniers vestiges des forêts tempérées du Japon.
Le site, classé au patrimoine mondial de l'UNESCO en 1993, a une superficie principale de 10 139 ha, avec une zone tampon de 6 832 ha.

## Géographie physique
Le site a une altitude de 300 à 1 243 m (mont Mukai-shirakami).